# Гендерная неконформность и религия

## Авраамические религии

### Христианство

#### Православие
Согласно официальной позиции современной Русской православной церкви, транссексуальность является грехом. Московский Патриархат в своей Социальной Концепции утверждает, что пол человеку даётся Богом, и отрицает гендерную идентичность трансгендерных людей, отмечая, что если человек совершил трансгендерный переход до крещения, то он может быть крещён только как представитель приписанного при рождении пола.

#### Католицизм
Конгрегация доктрины веры в 2000 году распространила среди католических архиепископов конфиденциальный документ, в котором отрицается гендерная идентичность трансгендерных людей и утверждается, что трансгендерный переход не меняет пол человека в глазах церкви.
Папа Бенедикт XVI публично выступил с осуждением гендерной теории, а именно идеи о возможности гендерного самоопределения человека, заявив, что это размывает границы между мужчиной и женщиной и является отделением человека от Бога. С подобными заявлениями также выступал папа Франциск.
В 2015 году дикастерия доктрины веры выступила с заявлением, согласно которому трансгендерные люди не могут быть крёстными родителями.

#### Протестантизм
Некоторые протестантские церкви признают и принимают трансгендерность и допускают присоединение трансгендерных людей к духовенству. Трансгендерные люди рукополагаются в священники в Церкви Англии, Объединённой Методистской Церкви и Лютеранской Церкви
. Генеральный Синод Объединённой Церкви Христа в 2003 году призвал к полному включению трансгендерных людей в жизнь церкви. Епископальная церковь США в 2012 году одобрила включение признаков гендерной идентичности и гендерного выражения в свои принципы недискриминации.
Южная баптистская конвенция в 2014 году приняла резолюцию, в которой говорится, что Бог создал два отдельных пола: мужской и женский, — и что гендерная идентичность человека определяется его «биологическим полом», а не самоощущением. Резолюция осуждает трансгендерный переход, но в то же время призывает верующих любить своих трансгендерных ближних и осуждает дискриминацию по отношению к ним. В 2015 году Первая баптистская церковь в Гринвилле (Северная Каролина) приняла принципы недискриминации, допускающие рукоположение в священники открытых гомосексуальных и трансгендерных людей.

### Иудаизм
С точки зрения ортодоксального иудаизма, пол/гендер — это врождённая и вечная категория, что подтверждается стихами из Книги Бытия об Адаме и Еве и сотворении мужского и женского. Операции по коррекции пола, связанные с удалением половых органов, запрещены на основании указания на неугодность Богу любого существа, «у которого ятра раздавлены, разбиты, оторваны или вырезаны». Запрет на переодевание в одежду противоположного пола в Втор. 22:5 распространяется на любые действия, ассоциируемые с противоположным полом, в том числе на трансгендерный переход.
Тем не менее, некоторые ортодоксальные лидеры признают эффективность хирургической коррекции пола для изменения галахического пола. В 2007 году Джой Лейдин стала первым открытым трансгендерным преподавателем в ортодоксальном институте (Женском колледже Стерн, принадлежащем к Иешива-университету).

### Ислам
В Коране понятия «хунса», «муханни» и «муханна» не упоминаются. Однако понятие «муханнатун» упоминается в хадисах, осуждающих женственных мужчин и женщин, которые ведут себя как мужчины. По мнению богослова и собирателя хадисов Ан-Навави, муханнатун следует разделять на тех, у кого женственные черты присутствуют с рождения — и тогда в этом нет их вины и они не должны осуждаться, — и тех, кто ведёт себя женственно из безнравственных и корыстных побуждений, что является грехом.
Некоторые современные исламские теологи считают, что хадисы нельзя рассматривать как надёжный источник исламского права, особенно в том, что касается вопросов гендера, и призывают ориентироваться только на Коран.